# H.M. Markersen
Henrik Marquard Markersen (11. marts 1881 på Markersdal, Lolland – 24. juli 1968) var en dansk ingeniør og politiker.
Han var søn af proprietær M. Markersen og hustru Marie f. Jensen, blev student fra Nykøbing Katedralskole 1901 og cand.polyt. 1908. 1909-12 var han ingeniør ved anlægget af Rødby Havn og fra 1910 rådgivende ingeniør vedrørende vandbygningsprojekter. Fra 1918 var han ingeniør ved det lollandske dige og fra 1920 ejer af fædrenegården Markersdal.
I 1915-21 var han medlem af Ringsebølle Sogneråd (formand 1917-21), fra 1918 landvæsenskommissær, fra 1919 søretsmedlem fra Maribo Amt. 1943-1946 var han medlem af Landstinget for Det Konservative Folkeparti.
I 1947-1958 var han formand for Dansk Slægtsgårdsforening.
Han blev slettet fra Kraks Blaa Bog i den første udgave efter Besættelsen i 1946 på grund af sin nære forbindelse til Heinrich Carl Schimmelmann til Lindenborg Gods (efter krigen dømt efter landsvigerloven), der var gift med en datter af H.M. Markersen.